# Clayton Rohner
Clayton Rohner (nacido el 5 de agosto de 1957 en Palo Alto, California) es un actor estadounidense.

## Filmografía
- Just One of the Guys (1985)
- April Fool's Day (1986)
- Modern Girls (1986)
- Naked Souls (1996)
- The Relic (1997)